# Duggingen

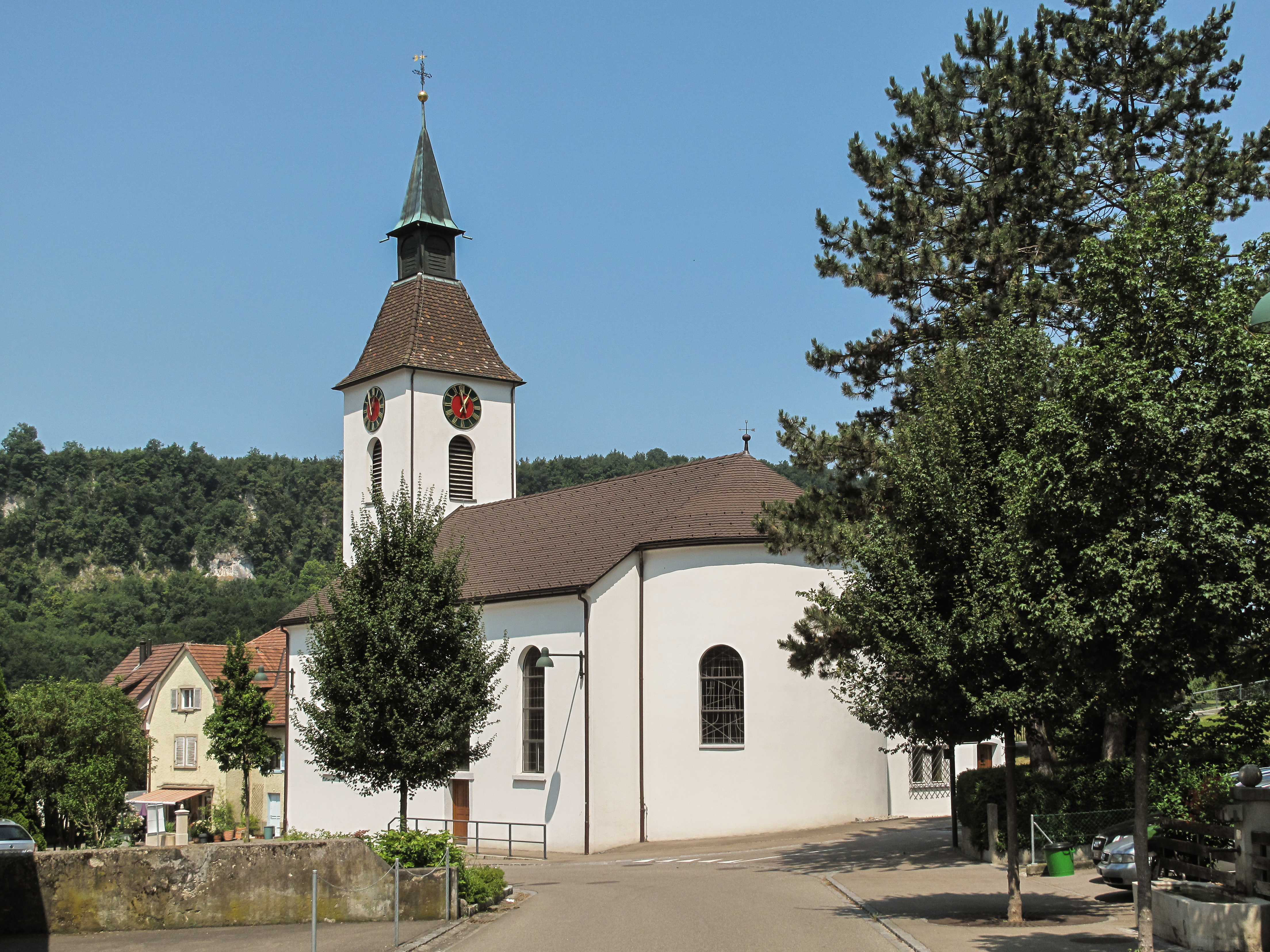
Rooms katholieke kerk

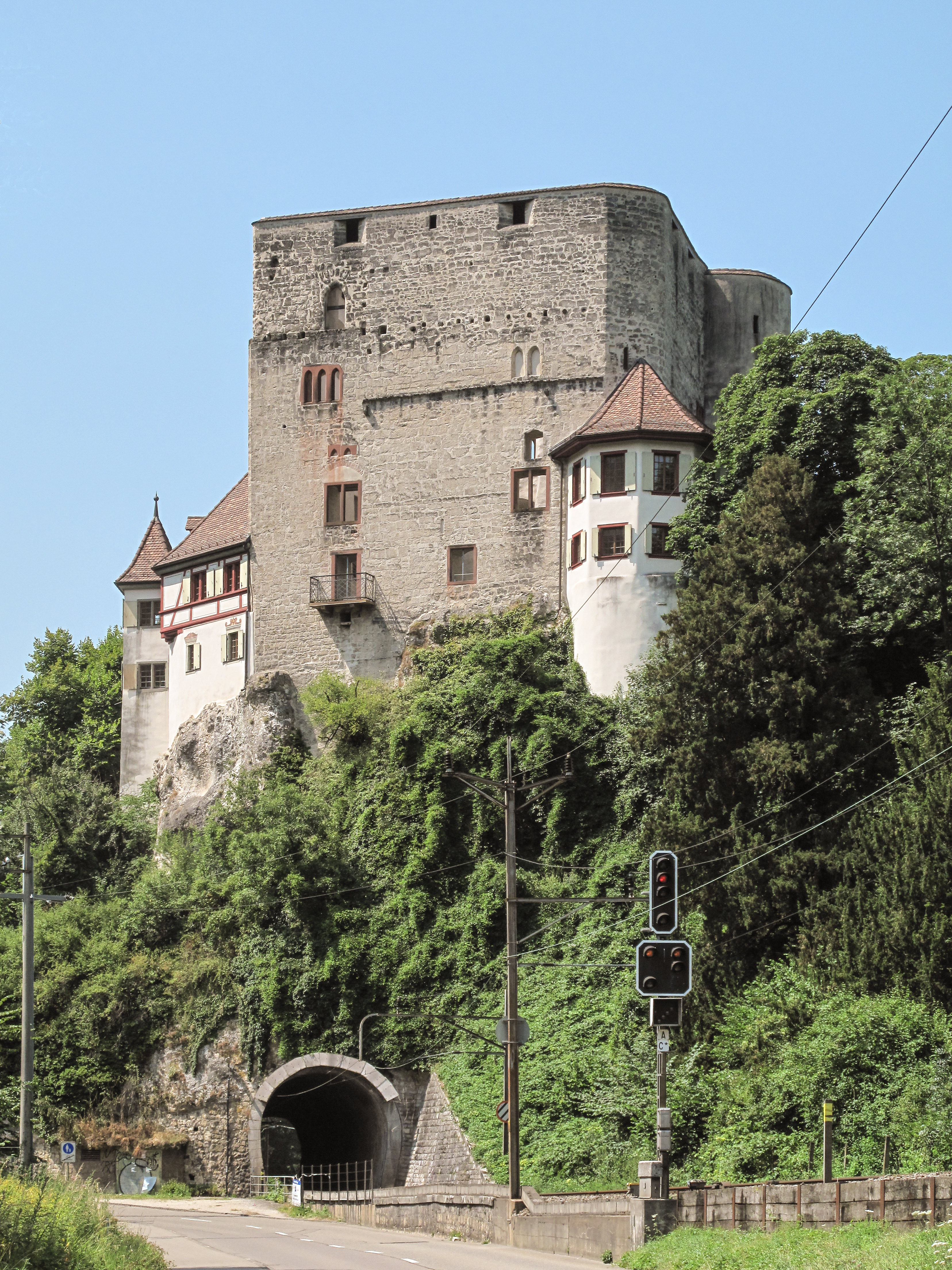
Kasteel: Schloss Angenstein

Duggingen is een gemeente en plaats in het Zwitserse kanton Basel-Landschaft, en maakt deel uit van het district Laufen.
Duggingen telt 1.431 inwoners.